# Oxid de plumb (II)
Oxidul de plumb (II) este un compus anorganic cu formula PbO. Prezintă doi polimorfi, unul având o structură cristalină tetragonală, iar celălalt o structură ortorombică.

## Obținere
Oxidul de plumb (II) se poate obține prin încălzirea plumbului metalic în aer la aproximativ  600 °C. La acestă temperatură, de asemenea poate fi produs și prin oxidarea altor oxizi de plumb: 
PbO2 –(293 °C)→ Pb12O19 –(351 °C)→ Pb12O17 –(375 °C)→ Pb3O4 –(605 °C)→ PbO
Descompunerea termică a azotatului de plumb (II) sau a carbonatului de plumb de asemenea este folosită pentru prepararea oxidului de plumb (II):
2 Pb(NO3)2   →   2 PbO  +  4 NO2  +  O2
PbCO3  →  PbO  +  CO2
La scară industrială, PbO este obținut ca produs intermediar în cadrul extragerii plumbului din zăcămintele de plumb. De obicei, cel mai folosit zăcământ este galena (PbS). La temperatură ridicată (1400 °C) și în prezență de cocs ca și combustibil, sulfura de plumb este convertită în oxid:
2 PbS + 3 O2 → 2 (PbO + SO2)
Plumbul metalic se obține apoi prin reducerea oxidului de plumb (II) rezultat cu monoxid de carbon la aproximativ 1200 °C: 
PbO +  CO  →  Pb + CO2